# Tanna (Turyngia)
Tanna – miasto w Niemczech, w kraju związkowym Turyngia, w powiecie Saale-Orla. W 2009 liczyło 3 938 mieszkańców.